# Mouhamed Sené
Mouhamed Saer Sene (n. Pikine; 12 de mayo de 1986) es un exjugador de baloncesto senegalés que jugó como profesional durante once temporadas. Con 2,11 metros de altura lo hacía en la posición de Pívot. Es internacional absoluto con Senegal.

## Trayectoria profesional

### Inicios
Empezó a jugar a baloncesto muy tarde, en 2003 con 17 años en la SEED Academy, situada en Thiès, Senegal. Esta academia está patrocinada por el ex-NBA Tariq Abdul-Wahad. Mientras estaba en la SEED Academy, jugó en el US Rail Thiès de la National 1 (máxima división senegalesa) durante la temporada 2003-2004.
En el verano de 2004 participó en el Reebok Eurocamp de Treviso, en el Adidas Superstar Camp Europe de Berlín y fue campeón de los Juegos Universitarios Africanos en Nigeria. Entre los veranos de 2004 y 2005, jugó con el equipo de Interhoop African All-Stars partidos de exhibición contra equipos NCAA.
En 2004, el Spirou Charleroi belga le fichó para su equipo júnior, donde jugó la temporada 2004-2005. En junio de 2005, volvió a participar en el Reebok Big Man Camp de Treviso.

### RBC Verviers-Pepinster
Su primera experiencia como profesional fue en la temporada 2005-2006 en las filas del RBC Verviers-Pepinster belga, perteneciente a la Ligue Ethias (máxima división belga). Jugó 25 partidos con un promedio de 4 puntos, 5,2 rebotes y 1 tapón en 12,3 min de media. En algún encuentro alcanzó formidables cifras en rebotes (más de 20 en algún partido).
Disputó el Nike Hoop Summit de 2006, donde captó la atención de los scouts NBA tras anotar 15 puntos (6-8 en tiros de 2), coger 6 rebotes, robar un balón y colocar la espectacular cifra de 9 tapones en 27 min. Igualó la marca en tapones que poseía Kevin Garnett, pero el congoleño Bismack Biyombo la rompió en 2011, colocando 10 tapones.

### Seattle SuperSonics

#### Temporada 2006-2007
Su gran actuación en el Nike Hoop Summit hizo que muchas franquicias NBA se fijaran en él, pese a que apenas había destacado en la  Liga Belga.
Comparado con Dikembe Mutombo, Sene fue seleccionado por los Seattle Supersonics en la 10.ª posición del Draft de la NBA de 2006. El 6 de junio de 2006, firmó un contrato multi-anual con los Sonics.
En el verano de 2006 participó con los Sonics en el training camp y en la NBA Summer League de Salt Lake City, donde jugó 4 partidos con un promedio de 8,2 puntos (56 % en tiros de 2), 4,7 rebotes, 1 robo de balón y 3,7 tapones en 23,1 min de media.
Jugó poco con los Sonics en los dos primeros meses de liga, llegando sólo a aparecer en 16 partidos hasta enero de 2007. El 10 de enero de 2007 fue asignado a los Idaho Stampede de la D-League, pero fue llamado de vuelta el 26 de enero de 2007. En su primer partido tras su regreso, el 28 de enero de 2007, contra Los Angeles Clippers, anotó 10 puntos (máxima de la temporada) en 12 min saliendo desde el banquillo.
El 3 de febrero de 2007 volvió a ser asignado a los Idaho Stampede, donde pasó la mayor parte del mes de febrero. Fue llamado de vuelta por los Sonics el 24 de febrero de 2007. Finalizó su temporada rookie jugando 9 partidos entre marzo y abril.
En su primer año en la NBA, su temporada rookie con los Sonics, disputó 28 partidos (3 como titular), promediando 1,9 puntos y 1,6 rebotes en 6 min de media.
Disputó 15 partidos con los Idaho Stampede en la D-League, promediando 9,9 puntos (51,3 % en tiros de 2), 7,2 rebotes y 1,5 tapones en 21,4 min de media.

#### Temporada 2007-2008
En el verano de 2007 volvió a participar con los Sonics en el training camp y en la NBA Summer League de Salt Lake City, donde jugó 3 partidos con un promedio de 8 puntos (50 % en tiros de 2), 5,3 rebotes, 1,3 tapones en 21,8 min de media.
El 26 de octubre de 2007, los Seattle SuperSonics ejercieron el Team Option sobre su contrato. Sólo jugó 13 partidos con los Sonics en la NBA en su año sophomore, pasando la mayor parte del año en los Idaho Stampede de la D-League.
El 23 de diciembre de 2007 fue asignado otra vez a los Idaho Stampede, siendo recuperado por los Sonics el 14 de marzo de 2008. El 4 de abril de 2008 volvió a ser asignado a los Idaho Stampede, volviendo a ser recuperado el 26 de abril de 2008.
En los 13 partidos que disputó con los Sonics en su año sophomore, promedió 2,3 puntos y 1,2 rebotes en 4,8 min de media
Con los Idaho Stampede de la D-League disputó 27 partidos, promediando 12,4 puntos (53,7 % en tiros de 2), 9 rebotes y 1,7 tapones en 28,2 min de media. Finalizó en la D-League como el 6º en rebotes y el 9º en tapones. A final de temporada fue nombrado defensor del año de la D-League junto con Stephane Lasme y recibió una mención honorable D-League.

#### Temporada 2008-2009
En el verano de 2008 participó por tercera vez el training camp de los Oklahoma City Thunder, nueva denominación de la franquicia tras su traspaso a Oklahoma City
Se perdió el inicio de temporada con los Thunder tras tener que operarse de la rodilla. Jugó 5 partidos con la franquicia en noviembre de 2008, pero después de ese período, no volvió a jugar ningún partido. El 19 de febrero de 2009, fue cortado por los Thunder.
En los 5 partidos que jugó esa temporada con los Oklahoma City Thunder, promedió 3,4 puntos (71,4 % en tiros de 2) y 1,8 rebotes en 4,6 min de media.

### Albuquerque Thunderbirds
El 11 de marzo de 2009, fue adquirido por el equipo por entonces afiliado a los Miami Heat, los Albuquerque Thunderbirds de la D-League. Jugó 10 partidos con la por entonces franquicia de Albuquerque, promediando 10 puntos (50,6 % en tiros de 2), 10,4 rebotes y 3,7 tapones en 30,3 min de media, antes de fichar por los New York Knicks.

### New York Knicks
El 9 de abril, firmó para lo que restaba de temporada por los New York Knicks. Jugó sólo un partido con los neoyorkinos en la última semana de liga regular, en el que anotó 3 puntos (1-2 en tiros de 2 y 1-1 en tiros libres), cogió 5 rebotes y puso 1 tapón en 6 min. El 31 de julio de 2009, fue cortado por los New York Knicks.
En total disputó 47 partidos en la NBA (41 con los Seattle Supersonics, 5 con los Oklahoma City Thunder y 1 con los New York Knicks, promediando 2,2 puntos y 1,6 rebotes en 5,5 min de media.

### Hyères-Toulon Var Basket
Disputó la NBA Summer League de 2009 con los New York Knicks, donde jugó 4 partidos con un promedio de 0,7 puntos, 1,2 rebotes y 2 tapones en 8,8 min de media.
Tras disputar un total de tres temporadas en la NBA, regresó a Europa en la temporada 2009-2010 para jugar en las filas del Hyères-Toulon Var Basket de la Pro A francesa. Jugó 29 partidos de liga con el cuadro de Tolón, promediando 12,4 puntos (56 % en tiros de 2), 11,3 rebotes y 2,4 tapones en 31,3 min de media. Fue el máximo reboteador y taponador de la Pro A.
En diciembre de 2009, fue seleccionado para el All-Star Game de la LNB como suplente en el equipo de extranjeros (anotó 5 puntos, cogió 10 rebotes, dio 3 asistencias y puso 2 tapones en 17 min). A final de temporada fue nombrado defensor del año de la Pro A junto con John Linehan, elegido en el mejor quinteto de la Pro A, en el mejor quinteto de jugadores extranjeros de la Pro A y en el mejor quinteto defensivo de la Pro A.

### Fichaje fallido por Charleroi
El 12 de junio de 2010, el Spirou Charleroi belga anunció su fichaje por dos temporadas, pero al no incorporarse con su nuevo club al comienzo la temporada, alegando problemas con su pasaporte para salir de Senegal, club y jugador rescindieron el contrato de mutuo acuerdo.

### BCM Gravelines
El 21 de noviembre de 2010, el BCM Gravelines francés anunció su fichaje hasta final de temporada, sustituyendo a Chris Owens que se había marchado al BK Azovmash Mariupol ucraniano. Con el conjunto marítimo jugó 20 partidos de liga, 5 de play-offs y 6 de EuroChallenge, ganando la Semaine des As en 2011 tras derrotar en la final por 79-71 al Élan Sportif Chalonnais.
En la Pro A promedió 9,9 puntos (54,5 % en tiros de 2), 7,3 rebotes y 1,3 tapones en 18,6 min de media. Algunos de sus partidos destacados fueron en la victoria contra Orléans Loiret Basket (20 puntos, 16 rebotes (7 ofensivos) y 4 tapones en 26 min), en la derrota contra Chorale Roanne Basket (22 puntos y 12 rebotes (8 ofensivos)) o en la victoria contra su exequipo, el Hyères-Toulon Var Basket (13 puntos, 14 rebotes (6 ofensivos) y 2 tapones). En los play-offs de la Pro A promedió 12,6 puntos (60,4 % en tiros de 2), 7,8 rebotes y 1,2 tapones en 24,6 min de media. Finalizó en la Pro A como el 9º máximo reboteador, el 3º máximo reboteador ofensivo (3,25) y el 5º máximo taponador.
En EuroChallenge promedió 10,8 puntos (61,4 % en tiros de 2), 8,2 rebotes y 1,8 tapones en 22 min de media, terminando el 5º de toda la EuroChallenge en dobles-dobles (3). Su equipo llegó a cuartos de final, siendo derrotados por el Lokomotiv Kuban ruso.

### Baloncesto Fuenlabrada
El 16 de agosto de 2011, se confirmó su fichaje por dos temporadas por el Baloncesto Fuenlabrada de la Liga Endesa española. En enero de 2012, "Mo" Sené cayó lesionado de la rodilla izquierda, por lo que causó baja por un periodo aproximado de 6 meses, perdiéndose la Copa del Rey de baloncesto 2012 en Barcelona.
En los 15 partidos de liga que pudo disputar en su primera temporada hasta caer lesionado, promedió 6,2 puntos (55,9 % en tiros de 2), 5,8 rebotes y 1,6 tapones en 17 min. Sus partidos más destacados fueron contra FIATC Mutua Joventut (10 puntos (4-5 de 2, 2-3 de TL), 4 rebotes, 1 tapón, 1 falta cometida, 3 recibidas en 13,3 min para 15 de valoración), Cajasol Banca Cívica (10 puntos (5-5 de 2), 4 rebotes, 1 balón perdido, 3 tapones, 2 faltas cometidas, 1 recibida en 18,1 min para 15 de valoración), Caja Laboral (18 puntos (8-13 de 2, 2-3 de TL), 13 rebotes (6 ofensivos), 1 balón robado, 1 balón perdido, 3 tapones, 1 falta cometida, 4 recibidas en 30,5 min para 31 de valoración) y Unicaja (7 puntos (3-6 de 2, 1-3 de TL), 8 rebotes (4 ofensivos), 2 tapones, 3 faltas recibidas en 15,2 min para 15 de valoración).
En los 6 partidos de EuroChallenge que jugó con el equipo del sur de Madrid, promedió 12,5 puntos (65,2 % en tiros de 2), 6,1 rebotes, 1 robo y 1,6 tapones en 20,5 min de media. Cabe destacar que el cuadro fuenlabreño llegó a los cuartos de final de dicha competición, siendo derrotados por el Triumph Lyubertsy ruso.
Jugó 30 partidos de liga con el Mad-Croc Fuenlabrada en su segunda temporada, promediando 5,3 puntos (55,8 % en tiros de 2), 5,3 rebotes y 1 tapón en 16,6 min. Sus partidos más destacados fueron contra Grescap Bizkaia Bilbao Basket (8 puntos (3-3 de 2, 2-5 de TL), 9 rebotes (6 ofensivos), 2 tapones, 3 faltas cometidas, 6 recibidas en 20,7 min para 19 de valoración), Asefa Estudiantes (7 puntos (3-7 de 2, 1-2 de TL), 19 rebotes (9 ofensivos), 1 balón robado, 3 balones perdidos, 2 tapones, 1 falta cometida, 3 recibidas en 34,4 min para 22 de valoración), Caja Laboral (24 puntos (9-9 de 2, 6-9 de TL), 5 rebotes, 1 balón robado, 1 balón perdido, 2 tapones, 2 faltas cometidas, 8 recibidas en 33,1 min para 34 de valoración), CAI Zaragoza (19 puntos (9-13 de 2, 1-3 de TL), 12 rebotes (3 ofensivos), 3 tapones, 1 falta cometida, 4 faltas recibidas en 29,5 min para 31 de valoración) y UCAM Murcia (8 puntos (4-6 de 2, 0-1 de TL), 5 rebotes (2 ofensivos), 1 asistencia, 1 balón robado, 1 balón perdido, 2 tapones, 3 faltas recibidas en 24,4 min para 16 de valoración).
Disputó un total de 45 partidos en la Liga Endesa con el conjunto fuenlabreño, promediando 5,8 puntos (55,8 % en tiros de 2), 5,6 rebotes y 1,3 tapones en 16,7 min de media.

### Olympique d'Antibes Juan-les-Pins
El 30 de julio de 2013, fichó por dos años por el Olympique d'Antibes, recién ascendido a la Pro A francesa, siendo esta su segunda etapa en el baloncesto francés. Sin embargo, una lesión de rodilla que sufrió en octubre, le obligó a perderse el resto de la temporada. En los únicos 3 partidos de liga que pudo jugar con los Sharks de Antibes, promedió 8,6 puntos (81,3 % en tiros de 2), 5,6 rebotes y 1 robo de balón en 22,3 min de media.

### Austin Spurs
Tras estar temporada y media sin jugar debido a la lesión de rodilla, el 17 de marzo de 2015, fue adquirido por los Austin Spurs de la D-League (equipo afiliado a los San Antonio Spurs). Jugó 7 partidos de liga y 6 de play-offs, promediando en liga 5,7 puntos (68,4 % en tiros de 2), 4,1 rebotes y 1,1 tapones en 11,6 min, mientras que en play-offs promedió 7 puntos (59,4 % en tiros de 2), 7,1 rebotes, 1 asistencia y 2,1 tapones en 24,8 min.
El 25 de febrero de 2016, fue re-adquirido por los Austin Spurs.

## Selección Senegalesa
Es internacional absoluto con la selección de baloncesto de Senegal desde 2010, cuando disputó la fase de clasificación para el AfroBasket 2011, consiguiendo Senegal clasificarse al quedar 1ª de su grupo.
Volvió a jugar con la selección de baloncesto de Senegal en el AfroBasket 2013, celebrado en Abiyán, Costa de Marfil, donde Senegal consiguió la medalla de bronce tras derrotar por 57-56 a la anfitriona selección de baloncesto de Costa de Marfil en el partido por el tercer puesto. De esta forma consiguieron su billete para la Copa Mundial de Baloncesto de 2014. Jugó 7 partidos con un promedio de 3,7 puntos, 6,7 rebotes y 1,3 tapones en 21,2 min de media, siendo el máximo reboteador y taponador de su selección. Finalizó el AfroBasket 2013 como el 7º máximo taponador del torneo.
Se perdió la Copa Mundial de Baloncesto de 2014 de España, tras la lesión de rodilla que se produjo como jugador del Olympique d'Antibes.
Disputó el AfroBasket 2015, celebrado en Radès, Túnez, donde Senegal quedó en 4ª posición tras perder por 82-73 contra la anfitriona selección de baloncesto de Túnez en el partido por el tercer puesto. Jugó 6 partidos con un promedio de 1,7 puntos (50 % en tiros de 2), 2,8 rebotes y 1,2 tapones en 8,3 min de media. Finalizó el AfroBasket 2015 como el 7º máximo taponador del torneo.

## Estadísticas de su carrera en la NBA

### Temporada regular
| Año     | Equipo        | PJ | PT | MPP | %TC  | %3P  | %TL   | RPP | APP | ROB | TPP | PPP |
| ------- | ------------- | -- | -- | --- | ---- | ---- | ----- | --- | --- | --- | --- | --- |
| 2006–07 | Seattle       | 28 | 3  | 6.0 | .367 | .000 | .586  | 1.6 | .0  | .1  | .4  | 1.9 |
| 2007–08 | Seattle       | 13 | 0  | 4.8 | .458 | .000 | .471  | 1.2 | .1  | .0  | .5  | 2.3 |
| 2008–09 | Oklahoma City | 5  | 0  | 4.6 | .714 | .000 | .778  | 1.8 | .0  | .2  | .4  | 3.4 |
| 2008–09 | New York      | 1  | 0  | 6.0 | .500 | .000 | 1.000 | 5.0 | .0  | .0  | 1.0 | 3.0 |
| Total   |               | 47 | 3  | 5.5 | .427 | .000 | .589  | 1.6 | .0  | .1  | .4  | 2.2 |